# Curley Russell

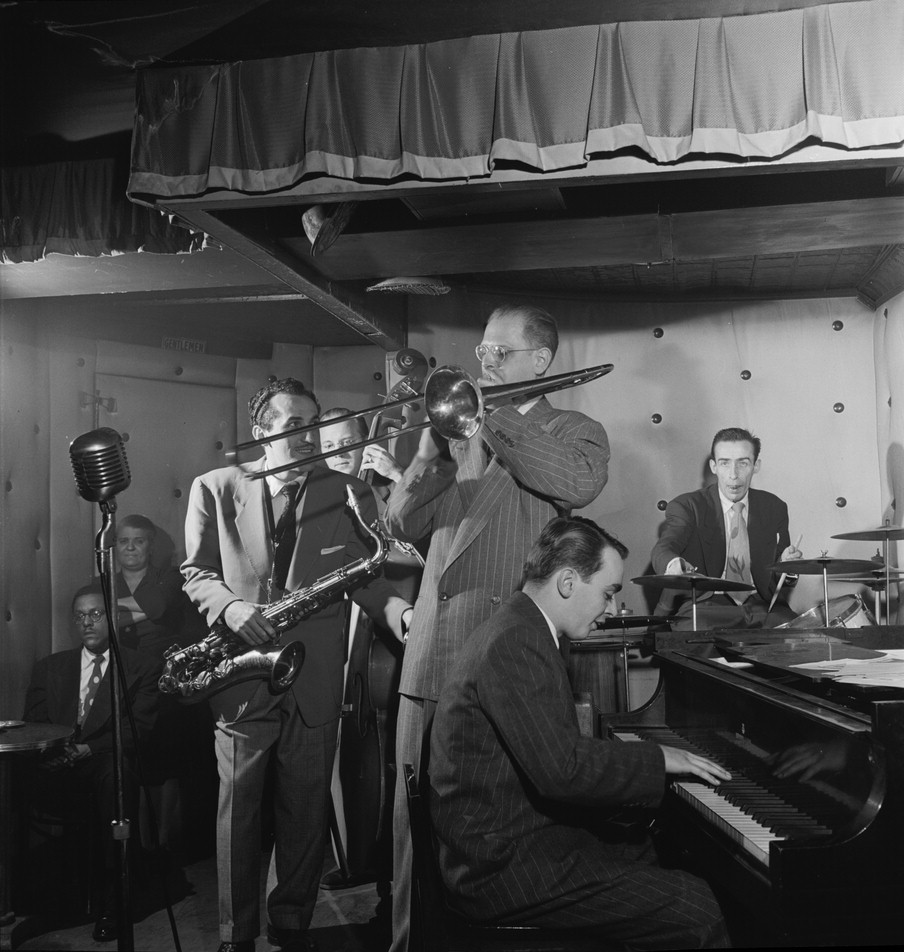
Charlie Ventura, Curley Russell, Bill Harris, Ralph Burns, and Dave Tough, Three Deuces, New York, N.Y., ca. Apr. 1947 (William P. Gottlieb 00911)

Dillon Russell (19 de marzo de 1917-3 de julio de 1986), más conocido como Curley Russell o Curly Russell, fue un contrabajista de jazz estadounindese que formó parte de varias bandas lideradas por destacadas figuras del género y participó en algunas de las grabaciones destacadas del bebop de las décadas de 1940 y 1950, como «Salt Peanuts» (1945), con Dizzy Gillespie y Charlie Parker, y «Un Poco Loco» (1951), con Bud Powell y Max Roach.

## Década de 1940
En la década de 1940, Russell fue miembro de bandas lideradas por, entre otros, Parker, Dexter Gordon, Stan Getz, George Shearing, Coleman Hawkins, Tadd Dameron y Sonny Stitt.
Junto con Max Roach, Gillespie, Powell y Miles Davis, Russell fue miembro de los Charlie Parker's Re-boppers, banda que —aunque con la ausencia de Powell— grabaría las primeras sesiones de Parker como líder, en noviembre de 1945, para Savoy en las cuales se grabarían el estándar «Billie's Bounce» y en 1948, del los Charlie Parker All Stars, con Parker, Miles Davis, John Lewis y Max Roach.
En 1946 fue miembro de la orquesta de Coleman Hawkins y que incluía a Fats Navarro, J. J. Johnson, Milt Jackson, Hank Jones y Max Roach.
En 1947 y 1948, fue miembro de varias formaciones lideradas por Tadd Dameron que grabaron con Fats Navarro para Blue Note y Savoy y por las cuales pasaron otros destacados músicos como Kai Winding, Kenny Clarke, Wardell Gray y Milt Jackson.

## Década de 1950
Volvería a grabar con Parker en 1950 como miembro del Charlie Parker Quintet, con Fats Navarro, Bud Powell y Art Blakey.
También grabaría de nuevo con Dexter Gordon, Milt Jackson y Bud Powell y aparece en grabaciones lideradas por Kenny Drew, Horace Silver, Zoot Sims, Thelonius Monk, Art Blakey, Al Cohn y J. J. Johnson y en el álbum debut de Johnny Griffin, Introducing Johnny Griffin (1956).
Según varias fuentes, el estándar de jazz «Donna Lee», fue nombrado por la hija de Curley Russell.